# Милан Тренц
Милан Тренц (Загреб, 1962) хрватски је илустратор, цртач стрипова, филмски редитељ, писац.
По његовој сликовници Ноћ у музеју, снимљен је истоимени амерички филм.

## Животопис
Родио се у Загребу. Студирао филмску режију и графику на загребачкој Академији драмских умјетности. За време студија почео је објављивати стрипове и радити у Загреб-Филму. Био је главни илустратор у загребачком магазину Старт од 1985. до 1991. године.
Док је још био у Старту учествовао је на лондонском филмском фестивалу 1990. Објављивао је стрипове и илустровао насловнице у многим домаћим и страним публикацијама.
Преселио се у Њујорк 1991. Објавио је преко хиљаду илустрација и насловница у главним америчким новинама и часописима попут Њујорк тајмса, Тајма, Вол стрит џурнала, Њујоркера, Форчјуна. Добио је награду за своје илустрације у Њујорк тајмсу.
Написао је и нацртао сликовницу за децу "Ноћ у музеју" 1993. Према сликовници настао је истоимени амерички филм "Ноћ у музеју" редитеља Шона Левија који је у јануару 2007. био најгледанији филм у америчким биоскопима.
Тренц је предавач на загребачкој Академији ликовних умјетности од 2004. године. Био је члан жирија Анимафеста у Загребу.

## Филмографија (као режисер)
- Прича о Духу (телевизијски филм, 1989) – сценарио и режија
- Велики провод (кратки анимирани филм, 1990) – сценарио и режија
- (2000) – режија